# 14948 Bartuska
14948 Bartuska este o planetă minoră (asteroid) din centura de asteroizi. A fost descoperită pe 16 ianuarie 1996 la Observatorul Kleť de Jana Tichá⁠(d). 
Obiectul prezintă o orbită caracterizată de o semiaxă mare de 2,2774428 UAi, o excentricitate de 0,21, o înclinație de 6,0702 ° în raport cu ecliptica.